# Bruno Nette
Bruno Nette (* 22. Dezember 1887 in Eisleben; † 27. Juni 1960 in Bremen) war ein deutscher Polizist und von 1941 bis 1945 Judensachbearbeiter der Gestapo in Bremen zur Zeit des Nationalsozialismus.

## Lebenslauf
Kurz vor dem Ersten Weltkrieg trat Bruno Nette der Bremer Schutzpolizei bei. Er wurde an der Ostfront zuletzt bei der Geheimen Feldpolizei eingesetzt, einer Art Nachrichtendienst der kaiserlichen Armee. Er schloss sich dem rechtskonservativen „Kyffhäuserbund der deutschen Landes-Krieger-Verbände“ an. Nach dem Ersten Weltkrieg wurde Nette wieder Schutzmann und wechselte 1920 zur Bremer Kripo. Am 20. September 1937 beantragte er die Aufnahme in die NSDAP und wurde rückwirkend zum 1. Mai desselben Jahres aufgenommen (Mitgliedsnummer 4.804.592), zeitgleich schloss er sich auch der NSV an. In Vegesack nahm er als Kriminalpolizist im Auftrag der Gestapo an der Verfolgung der Juden in seiner Nachbarschaft teil.
An der Reichspogromnacht am 9. und 10. November 1938 war er indirekt beteiligt. Vor der Berufungskammer erklärte er 1949: „1938 beim Judenpogrom war ich in Vegesack. Ich wurde nachts angerufen und man sagte mir, dass die SA-Leute bei den Juden die Scheiben einschlügen.“
1940 wurde Nette auf eigenen Wunsch zur Gestapo in Bremen versetzt, zuerst in das Referat „Arbeitssabotage und Spionageabwehr“. Von 1941 an war Nette „Judensachbearbeiter“ der Gestapo in Bremen. In dieser Funktion war er einer der Verantwortlichen für die Deportation und Ermordung Hunderter von Juden in Bremen und im Regierungsbezirk Stade.
Am 29. April 1945 wurde Bruno Nette nach dem Einmarsch der britischen Armee in Bremen verhaftet und in einem Lager zunächst in Fallingbostel, dann im Internierungslager Riespott auf dem Gelände der Norddeutschen Hütte interniert. Im März 1949 stufte die 1. Spruchkammer in Bremen den Judensachbearbeiter im Rahmen der Entnazifizierung als „Belasteten“ ein. Er konnte den Gerichtssaal als freier Mann verlassen.
Er ging in Berufung, bezeichnete sich selbst als „Judenfreund“. Am 20. September 1949 wurde Nette im Berufungsverfahren nur noch als „Minderbelasteter“ eingestuft. Seine Pensionsansprüche blieben ihm damit großenteils erhalten. Mit dem „Gesetz zum Abschluss der politischen Befreiung“ in Bremen (4. April 1950) wurde er am 23. Juni 1950 zum „Mitläufer“ erklärt. Er starb 1960 in Bremen.

## Parteikarriere
1936 beantragte Bruno Nette seine Aufnahme in die NSDAP. Aufgrund einer im Mai 1933 verhängten allgemeinen Aufnahmesperre konnten vorher keine neuen Mitglieder aufgenommen werden. In Bremen stellten mit Nette 700 weitere Bremer Polizeibeamte einen Aufnahmeantrag. Nette beantragte gleichzeitig die Aufnahme in die Nationalsozialistische Volkswohlfahrt (NSV). Diese Fürsorgeorganisation der NSDAP hatte Wohlfahrtsaufgaben übernommen, die zuvor oft kirchliche Organisationen ausgeführt hatten. Ebenfalls 1936 wurde Bruno Nette in die bremische Exklave Vegesack versetzt. Dort war er der alleinige Kriminalbeamte und leistete Amtshilfe für die Bremer Gestapo.
Am 26. September 1938 verlieh Adolf Hitler „im Namen des deutschen Volkes dem Kriminalbezirkssekretär Bruno Nette, Vegesack, als Anerkennung für 25-jährige treue Dienste in der Polizei die Polizei-Dienstauszeichnung erster Stufe“.

## Beteiligung an NS-Verbrechen nach eigener Aussage
Vor der Spruchkammer musste Nette sich 1947 zu seiner Verantwortung äußern. Er erklärte: „Als ich als Judensachbearbeiter eingesetzt wurde, war gerade die Evakuierung von rund 570 Juden von Bremen nach Minsk im Gange. Ich habe die Vorbereitungen hierzu, die mein Vorgänger begonnen hatte, zu Ende führen müssen. (…) Im Übrigen bestand meine Hauptarbeit als Judensachbearbeiter darin, die zurückgelassenen Vermögenswerte der Juden wie Grundstücke, Hypotheken, Wertpapiere, Bankkonten, Lebensversicherungen, Passageguthaben und anderes mehr sicherzustellen.“ Aufgabe des Judensachbearbeiters war es, die Listen für die Deportationen zusammenzustellen. „Im Juni 1942 wurde der zweite Transport nach Theresienstadt zur Evakuierung zusammengestellt. (…) Es waren insgesamt etwa 300 Personen. Die technische Durchführung war dieselbe wie 1941. Ich nehme an, dass es diesen Juden auch nicht schlecht gegangen ist. (…) Die dritte und letzte Aktion wurde 1944/45 durchgeführt. Es sollten alle arbeitseinsatzfähigen Juden und Jüdinnen zum Arbeitseinsatz nach Theresienstadt. Es waren im Ganzen noch etwa 165 Juden und Jüdinnen vorhanden“ (in Bremen). Vom Schicksal der deportierten Juden wollte er bis zuletzt nichts gewusst haben: „Es hat mich wohl gewundert, dass die … evakuierten Juden nie heim geschrieben haben.“

## Das Beispiel der Verfolgung der Familie Neitzel-Neumann
Bruno Nette erforschte schon als Vegesacker Kripo-Beamter sehr eifrig die jüdische Abstammung seiner Mitbürger. Mehrere Mitglieder der Familie Neitzel-Neumann sind in der NS-Zeit deportiert und ermordet worden. Der gut dokumentierte Fall der Familie Neitzel-Neumann zeigt, dass Nette schon ein antisemitischer Überzeugungstäter war, bevor er zum „Judensachbearbeiter“ ernannt wurde.
Schon seit 1939, also in seiner Zeit als Kripo-Mann, versuchte Nette nach dem Zeugnis von Johanne Winter, seinen Nachbarn Louis als „Geltungsjuden“ zu überführen. Nach dem Erlass der Nürnberger Gesetze (1935) waren das „Halbjuden“, die die „mosaische Religion“ praktizierten. „Als mein ältester Halbbruder Arthur Neumann zum Sammelpunkt des Transportes nach Minsk antrat“, berichtete Johanne Winter, „wollte Nette natürlich wissen, wo Louis Neumann-Neitzel sei, ob er nicht angetreten sei usw. Mein ältester Bruder wollte Nette davon überzeugen, dass Louis, der ja kein Jude sei, nicht für den Transport in Frage käme. Nette sagte nur: ‚Das weiß ich besser, den kriegen wir auch noch.‘“ Am 21. Juni 1942 wurde Louis Neitzel-Neumann nach Theresienstadt deportiert. Als er dann nach Auschwitz musste, habe er noch gesagt: „Vergesst ja Nette nicht“, berichtete Johanne Winter 1948. Aus dem KZ Auschwitz ist er nicht zurückgekehrt.
Auch aus dem Bruder Bruno Neumann-Neitzel versuchte Nette entsprechende belastende Aussagen herauszupressen. Nette habe ihn, so Johanne Winter, mit der Faust ins Gesicht geschlagen und dabei gesagt: „Du Hund, du weißt genau, was ich wissen will, Vorbeter war er. Ich bring dich noch dahin, wo ich dich hinhaben will.“ In beiden Fällen ging es darum, die Aussage zu bekommen, dass der Vater Neitzel-Neumann „Vorbeter“ gewesen sei, also zu deportierender Jude. Bruno Neumann-Neitzel musste am 13. Februar 1945 wie seine Schwestern unter den wachsamen Augen Bruno Nettes noch die letzten Bremer Viehwaggons nach Theresienstadt besteigen.
Helene Peter, eine andere Schwester von Louis und Bruno Neitzel-Neumann, erklärte 1948: „Wir alle hatten den Eindruck, dass es Nette direkt ein Sport war, meine Brüder Bruno und Louis zu jagen, wie ein Jäger das Wild. (…) Nette hat uns allen das Leben zur Hölle gemacht. Wenn er nur gewollt hätte, hätte alles ganz anders sein können, aber die beschafften Urkunden über die Abstammung meines Vaters waren für ihn einfach nicht maßgebend. Meinen Bruder hat er auf dem Gewissen.“
Auch Carl Katz, Vorsitzender der jüdischen Gemeinde in Bremen, erklärte 1948: „Nette war aus eigener Überzeugung Judengegner und hat sein Amt dementsprechend bearbeitet.“ Eine systematische Rekonstruktion der Arbeit von Nette als Judensachbearbeiter ist nicht möglich, da die Bremer Gestapo im März 1945 fast alle ihre Akten verbrannt hat.

## Erinnerungs-Kultur der Enkel
Bernhard Nette gehört zu der „Generation der Enkel“ der NS-Täter, die gleich nach dem Zweiten Weltkrieg geboren wurden. In seiner Familie wurde über die Tätigkeit des Judensekretärs Bruno Nette wenig gesprochen – nur aus Andeutungen war ihm deutlich, dass es Familienmitglieder gab, die die verharmlosende Selbstdarstellung seines Opas akzeptierten und andere, die ihn für seine Gestapo-Arbeit verachteten.
Der Enkel Bernhard Nette hat bis 1987 nicht besonders nachgefragt. „Diese gewisse Stille war das sozialpsychologisch und politisch nötige Medium der Verwandlung unserer Nachkriegsbevölkerung in die Bürgergesellschaft der Bundesrepublik Deutschland“, so hat Hermann Lübbe diese Weigerung, zu trauern, interpretiert.
Die aufmüpfige 1968er Generation hat die Thematisierung der NS-Verbrecher in der bundesrepublikanischen Gesellschaft zu ihrem Generationen-Thema gemacht, dabei aber oft den Streit in der eigenen Familie vermieden.  Auch der Enkel Bernhard Nette hat die in den 1950er Jahren dominierende Tabuisierung der NS-Täterschaft innerfamiliär verlängert.
Im Jahre 1987 stieß er nach eigener Darstellung eher zufällig in dem Buch Bremen im 3. Reich auf die Bemerkung, sein Großvater, der Judenreferent der Gestapo, sei ein NS-Täter gewesen, „der human dachte und für viele Juden sein Möglichstes tat“. Er wollte das nicht glauben. Erst da begann für den Enkel Bernhard Nette die „Rückkehr der Erinnerung“ und er hat im Sinne von Hannah Arendt versucht, „die Last, die unser Jahrhundert uns auferlegt hat“, bewusst zu tragen und zu verstehen.
Erst 2002, kurz vor dem Tod seines 80-jährigen Vaters Günther Nette, hat er den nach dem Opa befragt. Der war voller Verständnis für Bruno Nette: „Ein Nazi? Nein, das war er nicht. Was er tat, musste er tun. Mein Vater war Leiter der Geheimen Staatspolizei in Vegesack, dann in Bremen Leiter des Judenreferats. Obwohl er mit den Juden Skat gespielt hat und das Ärgste verhütet hat.“
Bernhard Nette glaubte das nicht, er misstraute der verklärenden Familienerinnerung und begann das Studium der Akten. Nachts bekam er Panikattacken. „Warum tust du dir das an“, fragte mich meine Frau am Frühstückstisch, „dein Großvater war ein Nazi-Verbrecher, oder? Was willst du mehr wissen?“
In 15 Jahren nebenberuflicher Recherche und Aufarbeitung entstand das Buch „Vergesst ja Nette nicht“ als herausragendes Dokument der westdeutschen Erinnerungskultur.